# Досанг
Досанг (рос. Досанг) — селище у Красноярському районі Астраханської області Російської Федерації.
Населення становить 734 особи (2010). Входить до складу муніципального утворення Ахтубінська сільрада.

## Історія
Населений пункт розташований на території українського етнічного та культурного краю Жовтий Клин. Від 1925 року належить до Красноярського району.
Згідно із законом від 6 серпня 2004 року органом місцевого самоврядування є Ахтубінська сільрада.

## Населення
| 2002 | 2010 |
| ---- | ---- |
| 732  | ↗734 |